# Kékfejű erdeigerle
A kékfejű erdeigerle (Turtur brehmeri) a madarak osztályának galambalakúak (Columbiformes) rendjébe, a galambfélék (Columbidae) családjába és a galambformák (Columbinae) alcsaládba tartozó faj.

## Rendszerezése
A fajt Gustav Hartlaub német orvos és ornitológus írta le 1865-ben, a Chalcopelia nembe Chalcopelia Brehmeri néven.

## Alfajai
- Turtur brehmeri brehmeri (Hartlaub, 1865)
- Turtur brehmeri infelix J. L. Peters, 1937[2]

## Előfordulása
Afrika középső részén, Angola, Libéria, Elefántcsontpart, Egyenlítői-Guinea, Kamerun, a Kongói Köztársaság, a Közép-afrikai Köztársaság, Guinea, Gabon, Nigéria, Ghána, Sierra Leone és Togo területén honos.
Természetes élőhelyei a szubtrópusi vagy trópusi síkvidéki esőerdők, valamint vidéki kertek. Állandó, nem vonuló faj.

## Megjelenése
Átlagos testhossza 25 centiméter, testtömege 92–135 gramm. Mindkét nem hasonló, a fiatal állat fakóbb színű. 
|  |

## Táplálkozása
Magvakkal, rovarokkal és lárváival táplálkozik, valamint meztelen csigákat is fogyaszt.

## Életmódja
Fákon fészkel, fészkét gallyakból, levelekből és egyéb növényzetből építi. A tojó általában 1-2 tojást rak.

## Természetvédelmi helyzete
Az elterjedési területe rendkívül nagy, egyedszáma viszont csökken, de még nem éri el a kritikus szintet. A Természetvédelmi Világszövetség Vörös listáján nem fenyegetett fajként szerepel.